# Челеби, Мирам
Махмуд ибн Мухаммад ибн Кази-заде ар-Руми, известный под именем Мирам Челеби (??, Самарканд — 1524, Адрианополь) — математик, астроном и законовед государства Тимуридов, турецко-узбекского происхождения, внук Кази-заде ар-Руми по отцу и ал-Кушчи по матери. После смерти Улугбека уехал в Турцию, работал в Галлиполи, Адрианополе и Бруссе. Продолжал развивать традиции Самаркандской школы.
Написал комментарий к «Зиджу Гургани» (в котором, в частности, изложен трактат ал-Каши об определении синуса 1°), комментарий к «Трактату завоевания» ал-Кушчи, «Трактат о хорде и синусе», «Трактат об уточнении азимута киблы», «Трактат об алмукантаратном квадранте», «Трактат о синус-квадранте», «Трактат о познании действий с квадрантом астролябии „шиказия“», «Трактат об астролябии „заркала“».